# Soma (napój)
Soma – napój rytualny, opisywany w Wedach, sporządzany z soku rośliny o nazwie soma. Działał oszałamiająco oraz wzmagał wewnętrzny żar. Dawał moc dokonywania wielkich przedsięwzięć poprzez zwiększenie możliwości manasu, jednego ze składników psychiki ludzkiej w ujęciu religii wedyjskiej.
Słońce postrzegano jako zbiornik pełen somy.

## Proces sporządzania
Napój sporządzano uroczyście podczas rytuału składania ofiary. Używano do niego soku soma, wyciskanego za pomocą dwóch kamieni. Sok cedzono, następnie mieszano np. z mlekiem, miodem.

## Działanie napoju
Soma wywoływał halucynację i uczucie wielkości.

## Zaratusztrianizm
Napój rytualny znali również perscy zoroastrianie. Nazywali go haoma, jednak wytwarzali go z roślin pozbawionych właściwości halucynogennych.